# Iyashikei
Iyashikei (癒し系?) è un genere specifico delle opere giapponesi, principalmente dei manga e degli anime. È un sottogenere dello slice of life, che ritrae personaggi che vivono vite pacifiche in ambienti rilassanti, e ha lo scopo di avere un effetto rilassante sul pubblico. La parola iyashikei potrebbe significare "tipo di guarigione" o semplicemente "guarigione" in giapponese. Secondo Shaenon K. Garrity di Otaku USA nelle opere di genere iyashikei «l'attenzione è meno sul personaggio e sulla trama, più sul worldbuilding e sulla creazione di un'ambientazione visiva coinvolgente».

## Origini
Lo Iyashikei è nato alla fine degli anni '70, ma è emerso come sottogenere distinto nel 1995, sulla scia del terremoto di Kobe del 1995 e dell'attentato alla metropolitana di Tokyo. Questi eventi traumatici, combinati con la recessione economica, avrebbero portato a quello che lo studioso Paul Roquet chiama la tendenza iyashi, o boom della guarigione. Il trauma subito dal pubblico giapponese ha fornito "il contesto emotivo per l'emergere della calma come sentimento redditizio e commerciabile".

## Esempi
- Adachi and Shimamura[6]
- Aria[1][7]
- Azumanga daiō[6]
- Bartender[8]
- Boku no Natsuyasumi[9]
- Flying Witch[6]
- L'ultimo viaggio delle ragazze[3][6][7][10]
- Hakumei to Mikochi[11]
- Sewayaki kitsune no Senko-san[6][12]
- K-On![10]
- Kiyo in Kyoto: From the Maiko House[13]
- Kuma kuma kuma bear[6]
- Laid-Back Camp[6][7][10]
- Magica magica Emi[2]
- Mushishi[6]
- Il mio vicino Totoro[6][10]
- My Roommate Is a Cat[3][14]
- Natsume degli spiriti[7]
- Non Non Biyori[6][11]
- Super Cub[6]
- Tamayura[6]
- Wakako zake[3]
- Yokohama Shopping Blog[1][7]

## Accoglienza
Il giornalista Patrick Lum del quotidiano britannico The Guardian ha scritto un articolo sul genere, intitolato In Praise of Iyashikei: why we love soothing anime where nothing happens, elogiandolo. In esso ha spiegato che, anche se le opere di questa categoria possono essere considerate noiose in quanto non accade molto in merito alla trama, hanno un fascino che è semplicemente accogliente. Ha inoltre aggiunto che, secondo il suo punto di vista, Il fatto che in loro non sia presente altro se non un'attività salutare potrebbe comportare una visione piuttosto confortante per lo spettatore.